# Schwingspiegel

Anordnung des Schwingspiegels (2) im Strahlengang einer Spiegelreflexkamera

Der Schwingspiegel (auch: Rückschwingspiegel) ist der typische und auch namensgebende Bestandteil einer einäugigen Spiegelreflexkamera. Dieser ist im Kameragehäuse in einem Winkel von 45 Grad zur optischen Achse angeordnet und ermöglicht dem Benutzer die Motiv-Vorschau durch dasselbe Objektiv, mit dem auch die spätere Aufnahme entsteht.

## Funktion

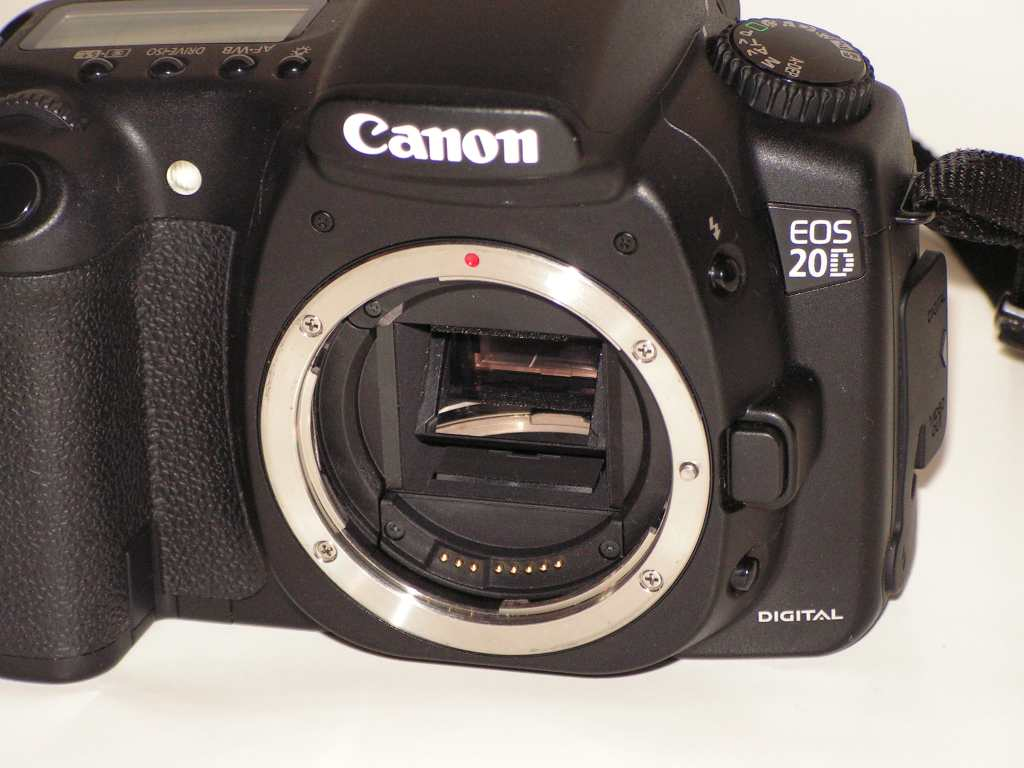
Schwingspiegel in einer Digitalspiegelreflexkamera

Das mit der Kamera eingefangene Motiv wird vom Schwingspiegel meist senkrecht nach oben, bei einigen Modellen auch seitlich auf die Einstellscheibe in der Kamera reflektiert. Es entsteht ein seitenverkehrtes Bild, das bei Kameras mit Lichtschachtsucher direkt betrachtet werden kann oder das über ein Spiegel- oder Prismensystem seitenrichtig gedreht in das Sucherokular gelangt.
Bei der Aufnahme klappt der Spiegel für die Dauer der Verschlusszeit nach oben oder zur Seite und gibt den Weg zur Bildebene frei, bei herkömmlichen Kameras den Film, bei einer Digitalkamera den Bildsensor. Der Sucher ist für die Dauer der Belichtung vom hochgeklappten Spiegel verschlossen.
Manche Kameras bieten die Möglichkeit einer Spiegelvorauslösung (SVA). Diese Einstellung soll bei Langzeitbelichtungen Verwackelungsunschärfen durch den Spiegelschlag vermeiden. Bei dieser Funktion wird der Spiegel manuell oder automatisch mit einigen Sekunden zeitlichen Abstands vor dem Öffnen des Verschlussvorhangs betätigt. Einige ältere Kameramodelle ermöglichen ein manuelles Arretieren des Schwingspiegels in der oberen Position, um spezielle Objektive, insbesondere ältere Weitwinkelkonstruktionen, die zu weit in das Kameragehäuse hineinragen, verwenden zu können. Auch diese Funktion kann zur Verminderung des Verwackelns genutzt werden.

## Geschichte
Das Spiegelreflexprinzip als solches ist seit dem 17. Jahrhundert bekannt, Kameras, die danach arbeiten, seit dem 19. Jahrhundert. Der Schwingspiegel wird jedoch erst seit 1936 in der Serienproduktion eingesetzt. Bei den frühen Ausführungen dieser Technik bleibt der Spiegel nach der Auslösung hochgeklappt, der Sucher bleibt dunkel. Der Spiegel wird manuell oder mit dem Filmtransport bzw. mit dem Verschlussaufzug gekuppelt wieder heruntergeklappt. 1939 wird in der Praktiflex erstmals ein mit dem Auslöseknopf gekoppelter Rückstellspiegel verwirklicht. 1948 setzt Jenő Dulovits in der Duflex erstmals in einer Serienkamera den heute üblichen Rückschwingspiegel ein, der unmittelbar nach dem Ablauf des Verschlusses wieder den Sucher freigibt. Sie war auch die erste 35-mm-Spiegelreflexkamera für den heute üblichen Suchereinblick in Augenhöhe mit seitenrichtigem, aufrechtem Bild – allerdings nutzte er noch kein Dachkantprisma, sondern einzelne Spiegel.
Digitale Mini- und Kompaktkameras zeigen auf dem elektronischen Sucher ebenfalls exakt den Bildausschnitt an, den das Objektiv erzeugt, verfügen aber über keinen Spiegelmechanismus, sondern nutzen direkt den Aufnahmesensor. Damit haben sie insbesondere bei Verwendung schwenkbarer Displays gegenüber den Digital-Spiegelreflexkameras (DSLR) in einigen Aufnahmesituationen Handhabungsvorteile, wie beispielsweise bei Aufnahmen in Bodennähe. Auch können Fehlbelichtungen, die durch Überschreitung des Kontrastumfangs des Aufnahmesensors entstehen, schon vor der Aufnahme entdeckt werden. Es gibt allerdings auch bei digitalen Spiegelreflexkameras Modelle, die mit Hilfe eines halbdurchlässigen Spiegels, eines zweiten Sensors oder einer Spiegelvorauslösung eine Live-Vorschau auf dem Display erzeugen. Nachteil der Live-Vorschau ist der erhöhte Stromverbrauch durch den dauerhaft eingeschalteten Aufnahmesensor und das Display. Dies führt zu kürzerer Betriebszeit pro Akkuladung und erwärmt den Aufnahmesensor, was das Bildrauschen verstärkt. Ein weiterer Nachteil bei der Display-Vorschau per Verschlussvorauslösung ist, dass der Phasen-Autofokus währenddessen nicht genutzt werden kann.
- Siehe auch: Funktionsweise einer Spiegelreflexkamera